# Mansoor Zaman
Pour les articles homonymes, voir Zaman (homonymie).
Mansoor Zaman, né le 14 avril 1980 à Peshawar, est un joueur professionnel de squash représentant le Pakistan. Il atteint en mai 2003 la 11e place mondiale sur le circuit international, son meilleur classement. Il est le fils du joueur de squash Qamar Zaman, vainqueur du British Open et no 1 mondial et le cousin de Shahid Zaman et Farhan Zaman, également joueurs de squash.

## Palmarès

### Titres
- Championnats d'Asie par équipes

### Finales
- Open de Kuala Lumpur : 2000
- Championnats d'Asie : 3 finales (2000, 2002, 2004)